# Буценко, Афанасий Иванович
Афанасий Иванович Буценко (30 января 1889, с. Тарановка, Змиевской уезд, Харьковская губерния — 21 марта 1965, Москва) — советский государственный и партийный деятель.

## Биография
Родился в селе Тарановка (ныне село Змиевского района Харьковской области). С 1909 года член РСДРП (б), работал на Донецко-Юрьевском металлургическом заводе. 
В 1917 году примыкал к украинским социал-демократам. Участник Таганрогского партийного совещания (апрель 1918). На I съезде КП(б)У избран членом ЦК, в 1918 году — на подпольной работе в Харьковской губернии. Делегат III съезда КП(б)У (март. 1919). В июле 1919 года избран членом Зафронтового бюро ЦК КП(б)У, которое руководило повстанческой борьбой против деникинцев.
В 1920-23 годах — на руководящей партийной работе. Председатель Каменец-Подольского уездного Совета рабочих, крестьянских и красноармейских депутатов (1921—1923).
Секретарь ВУЦИК (1923—1929), одновременно председатель (с 1923) Центральной Административно-территориальной комиссии (ЦАТК) при Президиуме ВУЦИК. Вместе с Николаем Скрыпником отстаивал право проведения разграничения российско-украинского пограничья на языково-этнических принципах. 22 августа 1929 года на заседании Политбюро ЦК и президиума ЦК КП(б)У по доносу Л. Бирман-Беккера Афанасию Буценко был вынесен строгий выговор и он был выведен из членов ЦК.
С ноября 1930 года по апрель 1931 года — председатель Томского городского Совета рабочих, крестьянских и красноармейских депутатов. Одновременно уполномоченный Сибирского краевого комитета ВКП(б) по делам немецких поселенцев.
С 9 сентября 1931 года по 7 марта 1933 года — председатель Исполнительного комитета Дальневосточного краевого Совета.
Живя во Владивостоке, способствовал украинизации Зеленого Клина.
В 1936 — 1937 годах — председатель Исполнительного комитета Тобольского окружного Совета.
Затем работал в Наркомате тяжелой промышленности. Впоследствии (во второй половине 1930-х) был осуждён как ведущий член «украинской национал-фашистской организации», находился в воркутинских лагерях.
Реабилитирован после смерти Сталина.
Иван Днепровский написал поэму «Буценко».
Умер в городе Москва. Урна с прахом захоронена в колумбарии Новодевичьего кладбища.

## Сочинения
- К вопросу районирования Украины: краткий обзор по районированию УССР за 1922-23-24-25 гг. в связи с переходом на трёхстепенную систему управления. — Х.: Госиздат Украины, 1925. — 64 с.
- Советское строительство и нацменьшинства на Украине. — Х.: Изд. центр. админ.-территор. комис. при ВУЦИКе: Друк. ВУЦВКу ”Червоний друк”, 1926. — 34, [1] с. : табл.
- Як Ради на Україні виконали наказ робітників та селян 1924-1925 р. (рік радянської праці). — Х.: Держвидав України, 1926. — 53 с. : табл. (укр.)
- Підсумки 3-ої сесії Всеукраїнського Центрального Виконавчого Комітету IX скликання (20-31 травня 1926 р.) / А. Буценко. — Х.: Держвидав України, 1926. — 44, [1] с. (укр.)
- Підсумки IV сесії ВУЦВК IX скликання, 16-23 листопада 1926 р. / А. І. Буценко. — Х.: Держвидав України, 1927. — 34, [1] с. (укр.)
- Десять Всеукраїнських з’їздів Рад / А. Буценко. — Харків: Держвидав України, 1927. — 100, [3] с. (укр.)
- У дні Першого з’їзду більшовиків України. В кн.: Спогади про Перший з’їзд КП(б)У. К., 1958. (укр.)